# Thalassoma noronhanum
 Thalassoma noronhanum és una espècie de peix de la família dels làbrids i de l'ordre dels perciformes.

## Morfologia
Els mascles poden assolir els 13,3 cm de longitud total.

## Distribució geogràfica
Es troba al Brasil.